# Unidad Nacional de Protección
La Unidad Nacional de Protección (UNP) es una entidad de protección y escolta adscrita al Ministerio del Interior de Colombia. La UNP es la entidad encargada por el Gobierno de Colombia de brindar el servicio de seguridad y escolta en todo el territorio Nacional, que busca garantizar la protección de los derechos a la vida, la libertad, la integridad y la seguridad de personas en situación de riesgos provenientes de sus actividades políticas, judiciales, periodísticas, sindicalistas, comunitarias, económicas, defensa de los D.D.H.H. además de otras poblaciones vulnerables.
La UNP agrupa los diversos programas y entidades de protección del Ministerio del Interior, la Policía Nacional de Colombia, la Fiscalía General de la Nación, el Consejo Superior de la Judicatura, y el Departamento Administrativo de Seguridad, entre otros.Con la liquidación del DAS, 601 escoltas fueron trasladados a la UNP, Además 1247 personas que hacían parte de los esquemas de protección y seguridad que estaban a cargo del Ministerio del Interior. Los nuevos funcionarios cuentan con la capacitación y asesoría de países como Reino Unido, Estados Unidos e Israel.

## Funciones
La Unidad Nacional de Protección es un organismo de seguridad del Orden Nacional, adscrito al Ministerio del Interior, encargado de articular, coordinar y ejecutar medidas de protección y apoyo a la prevención, promover los derechos a la vida, a la integridad, a la libertad y a la seguridad de personas, colectivos, grupos y comunidades que por su cargo o ejercicio de sus funciones puedan tener un riesgo extraordinario o extremo.

## Riesgos
La UNP maneja un rango de riesgos para clasificar el nivel de seguridad requerido por el protegido. Este rango de riesgo fue establecido por la sentencia T-1026 de 2002, por la Corte Constitucional de Colombia y posteriormente definidos por el Decreto 4912 de 2011 el cual fue compilado por el decreto 1066 del 26 de mayo de 2015.

## Controversias
La UNP se ha visto envuelta en una serie de controversias.

### Esquemas de protección
En el año 2017 la UNP anunció la reducción del esquema de seguridad del exmimistro Fernando Londoño, quien aseguró que la disminución de su esquema ponía en un grave riesgo su vida. La entidad contestó que el exministro tenía un esquema de seguridad más grande que el de un ministro de estado.
En el año 2014 fue asesinado el periodista Luis Carlos Cervantes pocos días después de que la UNP le retirará la totalidad de su seguridad pese a las amenazas en su contra.

### Controversias al interior de la unidad
En el año 2015, hubo una investigación por corrupción iniciada por la Fiscalía General de la Nación después del informe presentado por la Contraloría General de la República, en el cual se muestran excesivos costos y el despilfarro de dinero relacionados con las adquisiciones y la administración de la entidad.
En junio de 2015 fue secuestrada la hija del entonces director de la unidad Diego Fernando Mora. La hija del director fue liberada a los pocos días. El hecho fue atribuido a «delincuencia común».
En marzo de 2023 el director de la unidad, Augusto Rodríguez Ballesteros sufrió un atentado en su contra cuando llegaba a su residencia en Ciudad Montes. Ballesteros no descartó que el atentando hubiese provenido de lo que denominó «mafias al interior de la unidad», por su intento de desmantelarlas.